# Haig
Haig je priimek več znanih oseb:
- Alexander Meigs Haig, ameriški general in politik
- Arthur Brodie Haig, britanski general
- Douglas Haig, britanski feldmaršal
- Sid Haig, ameriški igralec